# Sharron Angle
Sharron Angle est une femme politique américaine née le 26 juillet 1949 à Klamath Falls.

## Biographie

### Carrière
Elle est nommée par le Parti républicain comme candidate pour le poste de sénateur du Nevada en 2010,. Elle fait face au candidat démocrate Harry Reid,, et a le soutien du mouvement Tea Party. Elle est battue par Reid (avec 44,5 % contre 50,3 % pour Reid).

## Polémiques
En 2010, elle lance une campagne de publicité pour réguler l'entrée des migrants sur le territoire américain. Cette campagne est jugée raciste car ciblant la communauté hispanique,.